# ジョー・エスパーダ
ジョスア・エスパーダ（Josue Espada, 1975年8月30日 - ）は、プエルトリコのサンフアン市サントゥルセ地区出身のプロ野球監督、元プロ野球選手（内野手）。右投右打。2024年よりMLBのヒューストン・アストロズの監督を務める。

## 経歴
1996年のMLBドラフト2巡目（全体45位）でオークランド・アスレチックスから指名され、プロ入り。
現役時代は内野手としてプレーしたが、AAA級でプレーしたのが最高でメジャーデビューは果たせず、2004年以降は独立リーグでプレーし、2005年限りで現役を引退した。
引退後は指導者に転じ、2006年よりフロリダ・マーリンズの傘下マイナー球団のコーチや内野守備コーディネイターを歴任した。

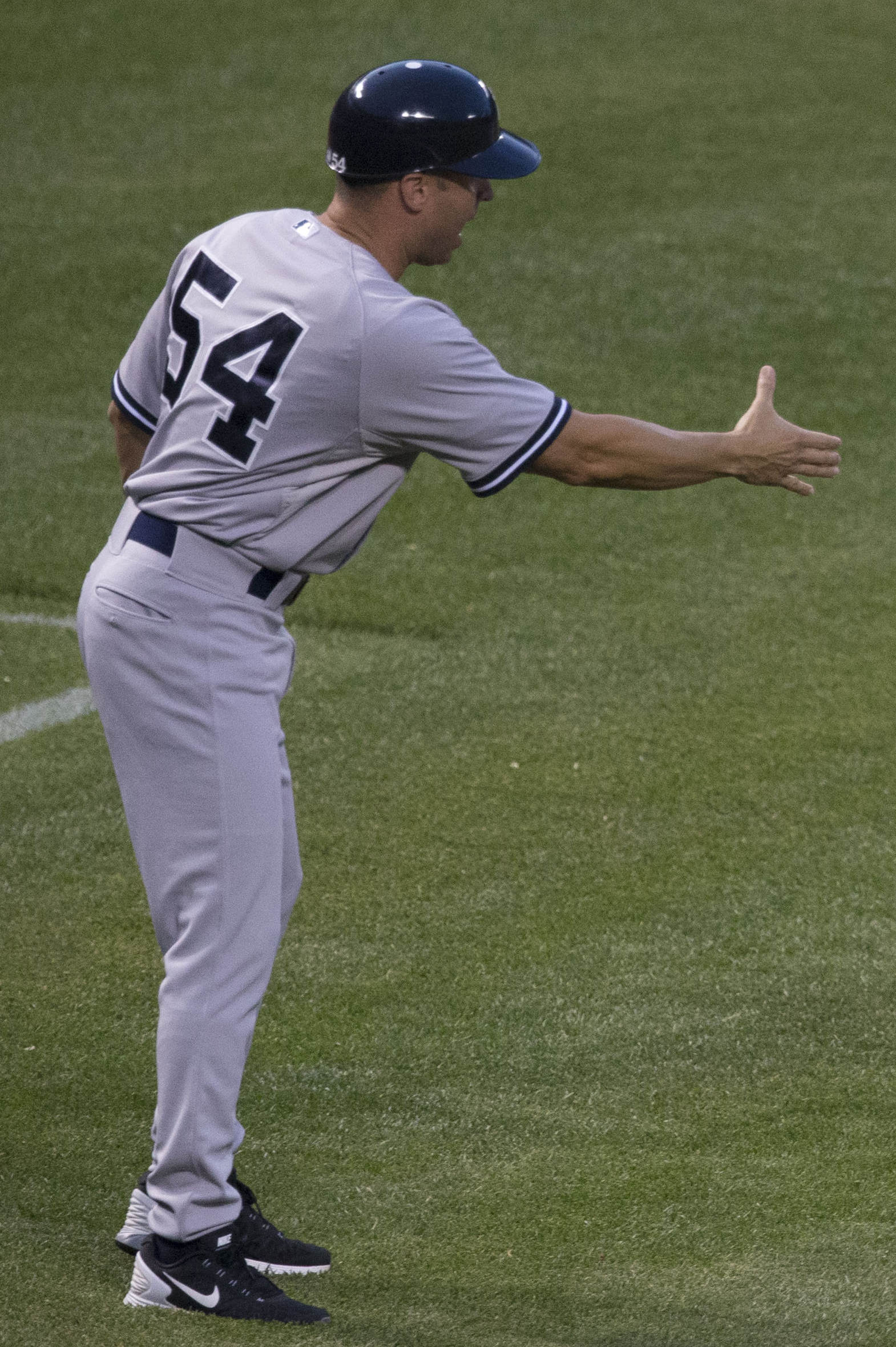
ニューヨーク・ヤンキースでのコーチ時代
（2015年6月12日）

2010年にはマーリンズの三塁コーチに昇格して、2013年まで同職を務めた。また同年には第3回ワールド・ベースボール・クラシック（WBC）プエルトリコ代表のコーチを務めた。
2015年からはニューヨーク・ヤンキースで三塁コーチを務め、2017年限りで退団した。この年に開催された第4回WBCでも再びプエルトリコ代表のコーチを務めた。
2018年シーズンよりヒューストン・アストロズのベンチコーチに就任。2022年にチームはワールドシリーズを制覇している。
2023年11月13日、引退を発表したダスティ・ベイカーの後任としてアストロズの監督に就任することが発表された。

## 詳細情報

### 背番号
- 4（2010年 - 2013年）
- 54（2015年 - 同年終了）
- 53（2016年 - 2017年）
- 20（2018年）
- 19（2019年 - ）